# Scoloplos dendrocirris
Scoloplos dendrocirris är en ringmaskart som beskrevs av Francis Day 1977. Scoloplos dendrocirris ingår i släktet Scoloplos och familjen Orbiniidae. Inga underarter finns listade i Catalogue of Life.